# Reece Ushijima
Reece Ushijima (Laguna Hills, Estados Unidos; 13 de enero de 2003) es un piloto de automovilismo japonés-estadounidense. Actualmente compite en el Campeonato USF Pro 2000 con Jay Howard Driver Development.

## Carrera

### Inicios
Ushijima hizo su debut internacional en karting competitivo en 2017 en SKUSA SuperNationals para Phil Giebler Racing, compitiendo contra Jak Crawford y Zane Maloney.
Luego corrió en la categoría X30 Senior en IAME Asia, IAME Euroseries, Benelux, Asian Karting Championship y Super One y British Karting Championships en el Reino Unido, compitiendo para Piers Sexton Racing. En 2019, terminó segundo en el Campeonato Asiático de Karting y tercero en la final asiática de IAME.

### Fórmula Ford
En noviembre de 2019, a la edad de 16 años, Ushijima hizo la transición de los karts a los automóviles. El fin de semana siguiente a la adquisición de su licencia de carreras, se clasificó en la pole position, terminando P3 y P2 en las carreras y logrando la vuelta más rápida en la Fórmula Ford Serie Invernal en Gales, Reino Unido.

### Fórmula 3

#### 2020
Para la temporada 2020, Ushijima firmó con Hitech Grand Prix  para competir en el Campeonato BRDC de Fórmula 3. El estadounidense comenzó con fuerza, anotando su primer podio en la segunda ronda, con el segundo lugar en Donington Park. Su siguiente podio llegó en la siguiente ronda, celebrada en Brands Hatch, sin embargo, este sería el podio final de su temporada. Ushijima terminó undécimo en la clasificación, nueve lugares detrás de su compañero de equipo Kush Maini.

#### 2021
Para la temporada 2021, Ushijima se quedó con Hitech, esta vez junto a Sebastián Álvarez y Bart Horsten. Su primer podio llegó en la primera ronda de la temporada, con el tercer lugar en la carrera dos en Brands Hatch.

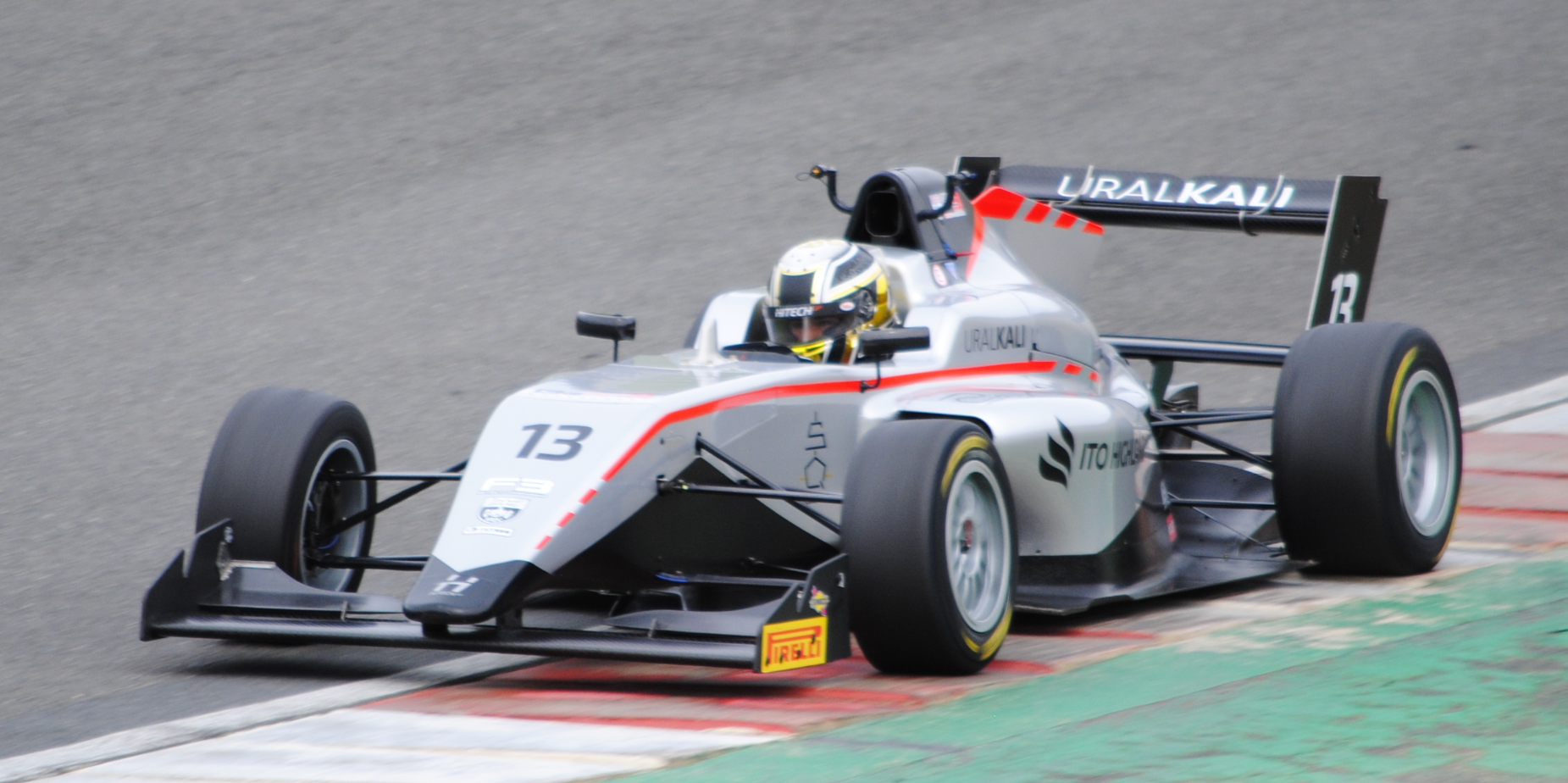
Ushijima en Brands Hatch, 2021.

En la segunda ronda en el circuito de Silverstone, Ushijima obtuvo la doble pole, su primera pole position en la serie, seguida de sus primeras victorias en las carreras 1 y 2. Continuaría sumando tres podios más y una pole más en su camino a 4.º en la clasificación final.
Ushijima participó en las pruebas de postemporada con Van Amersfoort Racing y se confirmó que conducirá para el equipo durante la temporada 2022, junto con Franco Colapinto y Rafael Villagómez.
En el invierno, Ushijima compitió en el Campeonato Asiático de F3 con Hitech Grand Prix. Anotó 45 puntos y, con un mejor resultado de carrera de quinto, terminó duodécimo en el campeonato.

#### 2022

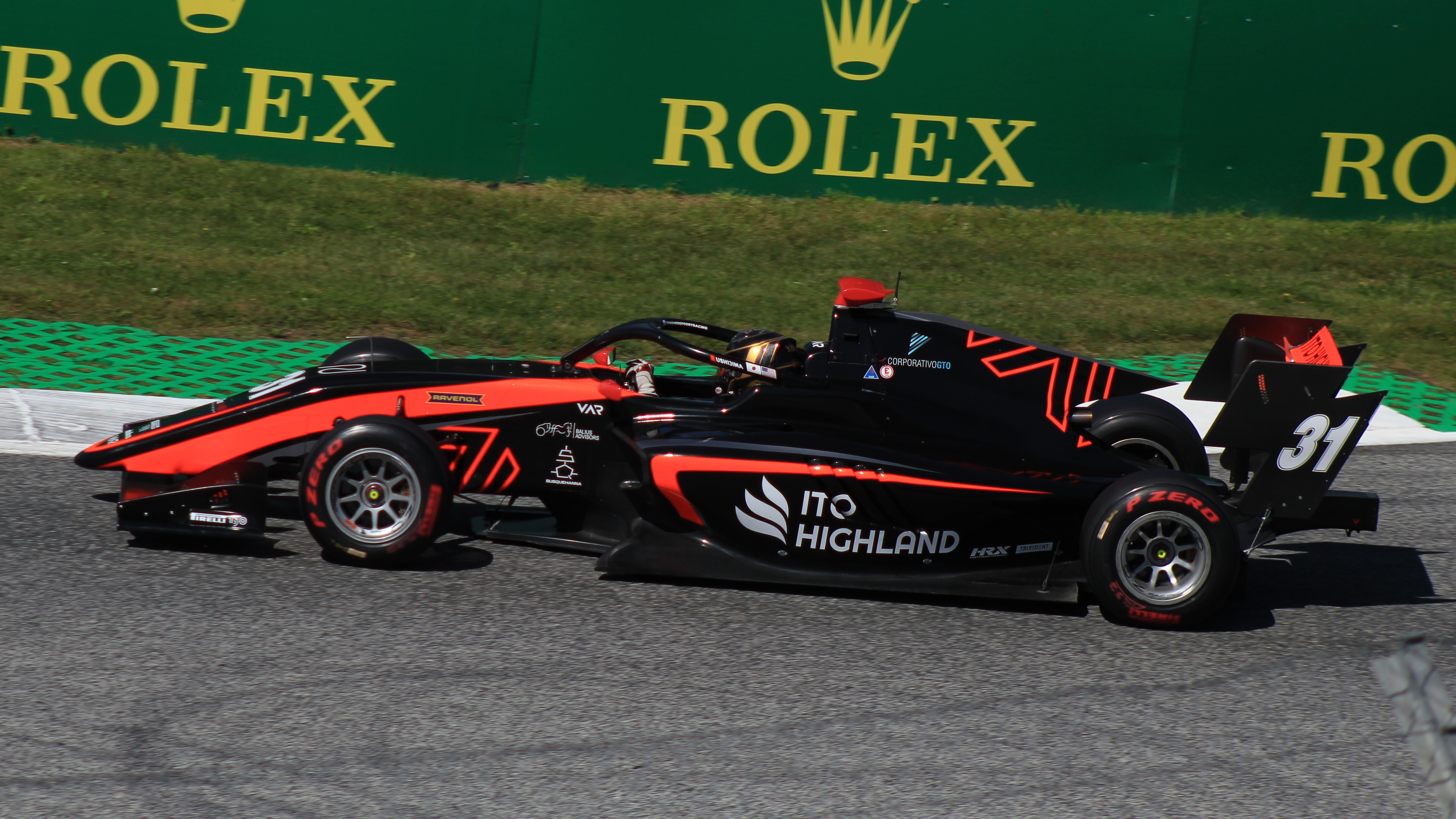
Ushijima en el Red Bull Ring, 2022.

En septiembre de 2022, Ushijima participó en la prueba de postemporada del Campeonato de Fórmula 3 de la FIA, conduciendo para Hitech Grand Prix, acompañado de Sebastián Montoya y Gabriele Minì.

### USF Pro 2000
Para su campaña de 2023, Ushijima dejó la Fórmula 3 y firmó para competir en el Campeonato USF Pro 2000 con Jay Howard Driver Development.

## Resumen de carrera
| Temporada | Categoría                         | Equipo                        | Carreras | Victorias | Poles | VR | Podios | Puntos | Pos. |
| --------- | --------------------------------- | ----------------------------- | -------- | --------- | ----- | -- | ------ | ------ | ---- |
| 2019      | Fórmula Ford Serie Invernal       | Oldfield Motorsport           | 2        | 0         | 1     | 1  | 2      | ?      | ?    |
| 2019-20   | MRF Challenge                     | MRF Racing                    | 15       | 0         | 1     | 2  | 0      | 104    | 7.º  |
| 2020      | Campeonato BRDC de Fórmula 3      | Hitech Grand Prix             | 24       | 0         | 0     | 1  | 2      | 244    | 11.º |
| 2021      | Campeonato GB3                    | Hitech Grand Prix             | 24       | 2         | 3     | 3  | 6      | 366    | 4.º  |
| 2021      | Campeonato Asiático de F3         | Hitech Grand Prix             | 15       | 0         | 0     | 0  | 0      | 45     | 12.º |
| 2022      | Campeonato de Fórmula 3 de la FIA | Van Amersfoort Racing         | 18       | 0         | 0     | 0  | 1      | 13     | 20.º |
| 2023      | Campeonato USF Pro 2000           | Jay Howard Driver Development | 11       | 0         | 0     | 0  | 1      | 140    | 14.º |
| Fuente:   |                                   |                               |          |           |       |    |        |        |      |

## Resultados

### Campeonato de Fórmula 3 de la FIA
(Clave) (negrita indica pole position) (cursiva indica vuelta rápida puntuable)

| Año  | Escudería             | 1   | 1   | 2   | 2   | 3   | 3   | 4   | 4   | 5   | 5   | 6   | 6   | 7   | 7   | 8   | 8   | 9   | 9   | Pos. | Puntos | Ref.   |
| ---- | --------------------- | --- | --- | --- | --- | --- | --- | --- | --- | --- | --- | --- | --- | --- | --- | --- | --- | --- | --- | ---- | ------ | ------ |
| 2022 | Van Amersfoort Racing | SAK | SAK | IMO | IMO | BAR | BAR | SIL | SIL | SPI | SPI | BUD | BUD | SPA | SPA | ZAN | ZAN | MNZ | MNZ | 20.º | 13     | [ 14 ] |
| 2022 | Van Amersfoort Racing | 12  | 17  | Ret | 18  | 9   | 19  | 3   | 10  | 17  | 13  | 11  | 14  | 14  | 10  | 22  | 19  | 19  | 10  | 20.º | 13     | [ 14 ] |